# سیارک ۲۵۴۱
سیارک ۲۵۴۱ (به انگلیسی: 2541 Edebono، نامگذاری:1973DE) دو هزار و پانصد و چهل و یکمین سیارک کشف شده‌است که در ۲۷ فوریه ۱۹۷۳ کشف شد.
قدر مطلق سیارک برابر ۱۲٫۱۰ است.